# HD 109141
HD 109141，又名BD-13 3552，SAO 157350、HR 4776，是一颗恒星，视星等为5.74，位于銀經295.99，銀緯48.76，其B1900.0坐标为赤經12h 27m 25.4s，赤緯-13° 48.76′ 20″。